# Boston (álbum)
Boston é o álbum de estréia da banda de rock americana de mesmo nome, lançado em Julho de 1976, pela Epic Records. alcançou a posição # 3 na Billboard 200,e foi  certificado como platina vendendo 17x pela Recording Industry Association of America em 2003. O álbum é o segundo álbum de estréia mais vendido de todos os tempos nos Estados Unidos, depois de Appetite For Destruction do Guns N' Roses. Este álbum está na lista dos 200 álbuns definitivos no Rock and Roll Hall of Fame

## Recepção
O álbum conseguiu três singles Top 40 hits, levando três semanas para ganhar um Disco de Ouro RIAA (500.000 em vendas unitárias) em 1976, e um disco de platina (1.000.000 em vendas unitárias) após três meses. Foi o álbum de estreia mais rapidamente vendido para qualquer grupo americano. Ele continuou a vender muito bem, acumulando 9 milhões em vendas até o décimo aniversário em 1986, atingindo em 1990 o disco de diamante e platina 17x até 2003.

## Faixas
Todas as músicas escritas e compostas por Tom Scholz, exceto onde indicado.
1. "More Than a Feeling"
2. "Peace of Mind"
3. "Foreplay/Long Time"
4. "Rock and Roll Band"
5. "Smokin'" (Tom Scholz, Brad Delp)
6. "Hitch a Ride"
7. "Something About You"
8. "Let Me Take You Home Tonight" (Brad Delp)

## Créditos
- Tom Scholz - guitarra, violão acústico, clavinete, órgão, consultor de design, remasterização, encarte
- Brad Delp - vocal, violão, produtor
- Sid Hashian - bateria
- Jim Masdea - bateria em "Rock & Roll Band"
- Barry Goudreau - guitarras rítmica em "Foreplay / Long Time" e "Let Me Take You Home Tonight"
- Fran Sheehan - guitarra base em "Foreplay" e "Let Me Take You Home Tonight"

## Desempenho
| Posição nas Paradas                       | Melhor Posição |
| ----------------------------------------- | -------------- |
| E.U.A. Billboard 200                      | 3              |
| Canada RPM 100 Albums                     | 7              |
| Reino Unido (The Official Charts Company) | 11             |
| Holanda (Top 100 Albums)                  | 26             |
| Nova Zelândia (Top 50 Albums)             | 16             |
| Suécia (Top 60 Albums)                    | 26             |